# Danh sách nhân vật trong Monogatari

Minh hoạ các nhân vật do Watanabe Akio thực hiện cho kỷ niệm 10 năm của series anime. Từ trái sang phải, từ trên xuống dưới: Oshino Meme, Oshino Ōgi, Oikura Sodachi, Ononoki Yotsugi, Kaiki Deishū, Araragi Tsukihi, Araragi Karen, Hanekawa Tsubasa, Kanbaru Suruga, Araragi Koyomi (giữa), Senjōgahara Hitagi, Sengoku Nadeko, Hachikuji Mayoi, và Oshino Shinobu.

Series Monogatari, gồm các phần light novel do Nisio Isin sáng tác cùng với các bản chuyển thể anime và manga tương ứng, sở hữu một dàn nhân vật hư cấu rộng lớn. Câu chuyện diễn ra ở thời hiện đại, tại một thị trấn giả tưởng ở vùng quê Nhật Bản có tên Naoetsu. Nội dung xoay quanh Araragi Koyomi, người từng bị biến thành ma cà rồng nhưng đã lấy lại được nhân tính và hiện sống như một con người nửa mùa với những di chứng còn lại. Anh gặp nhiều cô gái khác nhau, tất cả đều phải đối mặt những hiện tượng siêu nhiên được gọi là "quái dị". Ban đầu anh được trợ giúp bởi Oshino Meme, một chuyên gia kỳ quặc trong lĩnh vực chiến đấu và bài trừ quái dị, và sau này, từ Oshino Shinobu (trước đây là Kiss-shot Acerola-orion Heart-under-blade), ma cà rồng trước đây đã tấn công và biến đổi Araragi, giờ đây đã mất gần như toàn bộ sức mạnh và phải phụ thuộc vào máu của Araragi để tồn tại. Araragi thường đồng hành cùng những cô gái được anh giúp đỡ trong quá khứ. Đôi khi, anh phải đối đầu với những chuyên gia khác hoặc được hỗ trợ bởi họ, những người tiêu diệt hoặc thao túng quái dị để phục vụ cho những mục đích của riêng mình.

## Nhân vật chính

### Araragi Koyomi
Lồng tiếng bởi: Kamiya Hiroshi
Araragi Koyomi (阿良々木 暦) là nhân vật chính xuyên suốt series Monogatari. Anh là học sinh năm cuối tại trường cấp ba dân lập Naoetsu, anh học tệ mọi môn trừ toán. Sau khi bị ma cà rồng tấn công vào kỳ nghỉ xuân và bản thân bị biến thành ma cà rồng, chuyên gia Oshino Meme đã giúp anh trở lại làm người, dù vậy Araragi vẫn còn giữ một vài di chứng và sức mạnh ma cà rồng như khả năng phục hồi mạnh mẽ. Vì thế, sự lo lắng về tuổi thọ của chính mình luôn ẩn trong anh. Về sau, những di chứng này được tiết lộ là do mối liên kết giữa anh và Shinobu. Anh bắt đầu hẹn hò với Senjōgahara vào cuối truyện Ốc sên Mayoi và sau này trở thành chồng cô. Sau khi tốt nghiệp đại học, Araragi tiếp bước bố mẹ anh và trở thành cảnh sát.
Mặc dù anh có vẻ như bị thu hút bởi những cô gái khác, anh không tiến quá giới hạn với họ vì lòng chung thuỷ với Senjōgahara. Những nhân vật khác, đặc biệt là Hachikuji và Senjōgahara, dường như đều nghĩ rằng Araragi là lolicon.

### Senjōgahara Hitagi
Lồng tiếng bởi: Saitō Chiwa
Senjōgahara Hitagi (戦場ヶ原 ひたぎ) là nhân vật chính trong truyện Cua Hitagi. Senjōgahara là một cô gái với vẻ ngoài yếu ớt, mang một "căn bệnh không thể chữa được". Cô học cùng lớp với Araragi, dù vậy cô hiếm khi nói chuyện. Trong khoảng thời gian chuyển cấp, cô đã bị một con cua khổng lồ lấy đi trọng lượng. Kể từ đó, cô hạn chế tiếp xúc với mọi người và đe doạ bất kỳ ai phát hiện ra bí mật của mình. Cô trở nên ẩn mình và tính cách cô cũng thay đổi rất nhiều so với hồi còn học cấp hai. Cô tự cho mình là tsundere (nhưng chủ yếu là yandere) và thường nói chuyện với giọng điệu độc mồm độc miệng. Cuối truyện Ốc sên Mayoi, cô đã bày tỏ tình cảm với Araragi và họ bắt đầu hẹn hò.
Sau sự kiện diễn ra trong Tsukihi Phoenix, cô đã vượt qua những tổn thương trong quá khứ và trở lại là một cô gái tích cực. Cô bắt đầu gọi Araragi bằng những biệt danh ngộ nghĩnh, khúc khích trước những điều nhỏ nhặt và gửi những e-mail đầy emoji, mặc dù vậy miệng lưỡi sắc lạnh của cô nàng vẫn còn đó, chỉ là dịu hơn một chút. Cô có cảm xúc phức tạp với bố mình, cô phấn kích đến mức không thể ngủ được khi dùng chăn của bố. Araragi nói rằng người anh yêu nhất là Senjōgahara. Cô không thân thiết lắm với Karen và Tsukihi.
Trong Hitagi End, sau sự kiện Nadeko Medusa, Araragi rơi vào vấn đề sống còn và cô đã phải cầm lại lòng tự tôn và cảm xúc để nhờ đến sự giúp đỡ từ Kaiki – người mà cô vô cùng khinh miệt và ghét.

### Hachikuji Mayoi
Lồng tiếng bởi: Emiri Katō
Hachikuji Mayoi (八九寺 真宵) là nhân vật chính trong Ốc sên Mayoi. Hachikuji là hồn ma một cô bé tiểu học lớp năm. Cô bé đã chết trong một vụ tai nạn giao thông khi cố gắng đến nhà mẹ và không thực hiện được mong muốn này kể từ đó. Chỉ những ai không muốn về nhà mới có thể nhìn thấy cô bé. Araragi gặp cô lần đầu trong công viên vào Ngày của Mẹ và đã đề nghị giúp cô tìm nhà mẹ mình. Cô mắc lỗi chính tả rất nhiều và có thói quen phát âm sai họ Araragi. Họ của cô trước khi bố mẹ cô ly hôn là Tsunade (綱手). Sau khi được Araragi và Senjōgahara giúp tìm đến nhà, cô đã "thăng cấp" trở thành một "linh hồn lang thang".
Trong Mayoi Jiangshi, Araragi và Shinobu vô tình quay về quá khứ 11 năm trước, đúng một ngày trước khi Hachikuji chết. Araragi không muốn Hachikuji trở thành một linh hồn lang thang, vì vậy anh quyết định giúp cô đến nhà mẹ an toàn. Sau khi trở về hiện tại, họ nhận ra cả thành phố đã tràn ngập xác sống. Trong thế giới này, Araragi chưa từng gặp Hachikuji, vì thế trong sự kiện Mèo Tsubasa anh không có thông tin về Shinobu hoặc đến gần tiệm Mister Donut, do vậy anh đã bỏ mạng dưới tay Hanekawa Đen. Từ đó khiến Shinobu ở dòng thời gian này huỷ diệt thế giới và làm nó ngập tràn với "thây ma cà rồng" hay Jiangshi. Trong khi tìm kiếm địa điểm tập hợp năng lượng siêu nhiên, Araragi và Shinobu đã thu hút sự chú ý của các xác sống nhưng được Hachikuji trưởng thành cứu. Hachikuji thừa nhận rằng mình không thích thú gì việc trở thành hồn ma nhưng rất vui vì cô đã được gặp Araragi.
Về sau, sự tồn tại của Hachikuji bị đe doạ bởi "hắc ám", một hiện thân của quy luật tự nhiên sẽ xoá sổ những thứ làm dối với bản chất của mình, cụ thể trong trường hợp này Hachikuji đã không làm đúng vai trò của Bò Lạc. Theo lời khuyên của Gaen Izuko, Hachikuji đã lựa chọn biến mất khỏi trần gian khi còn chưa có lời tạm biệt với Araragi, điều mà khiến anh rất nuối tiếc về sau.
Araragi nói rằng anh vui nhất nhất khi trò chuyện với Hachikuji.

### Kanbaru Suruga
Lồng tiếng bởi: Sawashiro Miyuki
Kanbaru Suruga (神原 駿河) là nhân vật chính trong Khỉ Suruga. Cô là đàn em của Araragi, ngôi sao trong đội bóng rổ của trường và là người quen của Senjōgahara từ hồi cấp hai. Khi mới vào cấp ba, cô đã biết được bí mật của Senjōgahara và bị cô đe doạ giống như Araragi. Cô tự nhận mình là người đồng tính nữ (mặc dù từng đùa về việc muốn trở thành tình nhân của Araragi nếu anh kết hôn), fujoshi, lolicon, và người khổ dâm. Khi còn học tiểu học, cô đã nhận được thứ mà cô nghĩ là bàn tay khỉ từ mẹ mình. Sau khi ước điều thứ ba với nó, một thứ giống như tay khỉ bắt đầu lớn lên trên tay trái của cô. Cô bắt chuyện với Araragi sau khi biết rằng anh đang hẹn hò với Senjōgahara. Cô trở thành bạn với Araragi và Senjōgahara sau khi Araragi loại bỏ lời nguyền Rainy Devil khỏi cô. Cô cũng bắt đầu để tóc dài hơn.
Trong Suruga Devil, tin đồn về một ác ma có thể giải quyết vấn đề của mọi người được lan truyền ở trường cô. Sợ rằng mình chính là "Ác ma" đang được đồn đại, Kanbaru quyết định điều tra và phát hiện ra Ác ma đó thật ra là Numachi Rōka, một đối thủ cũ lúc cô còn chơi bóng rổ. Kanbaru vẫn luôn lo lắng về ảnh hưởng của Rainy Devil mặc dù nó đã bị phân tán, đến mức mỗi khi đi ngủ, cô trói cánh tay quỷ của mình vào một cây cột để không gây ra sự việc nghiêm trọng nào khi mộng du. Cô đọc báo mỗi ngày để xác nhận rằng mình không gây ra bất cứ tin xấu nào trong vô thức. Cô thường mơ thấy mình được mẹ những bài học khó hiểu về cuộc đời.
Trước đây Kanbaru Suruga có tên là Gaen Suruga. Mẹ của Kanbaru có lẽ có mối liên kết với quái dị vì cô đã thừa hưởng cánh tay trái của quỷ từ mẹ mình. Bố mẹ cô được kể rằng đã bỏ trốn cùng nhau vì gia đình Kanbaru không chấp nhận mối quan hệ của họ. Kanbaru là người duy nhất mà Kaiki đối xử tốt.

### Sengoku Nadeko
Lồng tiếng bởi: Hanazawa Kana
Sengoku Nadeko (千石 撫子) là nhân vật chính trong Nadeko Snake. Cô bé là bạn của Tsukihi từ thời tiểu học. Cô rất nhút nhát, luôn đeo một cái túi ngang thắt lưng, thường cúi đầu, để tóc mái che mắt và có thể bị chọc cười dễ dàng. Araragi từng chơi với cô mỗi khi em gái anh mời cô đến nhà. Một người bạn cùng lớp đã nguyền rủa cô, làm toàn thân cô bị siết chặt bởi một con rắn vô hình cho tới khi Araragi biết được và giúp đỡ. Hoá ra có hai con rắn đang bóp nghẹt lấy Sengoku, một con từ lời nguyền của cậu bé mà Nadeko từ chối và một con từ cô bé khác có tình cảm với cậu bé mà Sengoku đã từ chối. Araragi xử lý được một con nhưng không thể loại bỏ con còn lại. Con rắn sau đó đã bỏ đi, quay về tìm cậu bé kia và nguyền cậu ta. Cô gọi Araragi là Koyomi-onii-chan. Cô rất quý trọng tóc của mình (đặc biệt là tóc mái), xem đó là nơi cần phòng vệ hơn cả gấu váy. Trong Nisemonogatari, khi cô vén tóc mái sang một bên, Araragi đã nhận xét cô có ánh nhìn giống như một con rắn.
Trong Nadeko Medusa, khi lễ hội Halloween đang diễn ra, Sengoku đã gặp một cô gái tên Oshino Ōgi, từ đó cô có thể nhìn thấy một con rắn trắng tự xưng là một trong trong những con rắn mà cô đã giết trong sự kiện Rắn Nadeko. Con rắn đó ép buộc cô phải chuộc lỗi bằng cách tìm những phần cơ thể rắn còn lại khi nó còn sống.

### Hanekawa Tsubasa
Lồng tiếng bởi: Horie Yui
Hanekawa Tsubasa (羽川 翼) là nhân vật chính trong Mèo Tsubasa. Cô là bạn cùng lớp của Araragi và là lớp trưởng. Araragi miêu tả cô là "lớp trưởng được thánh thần lựa chọn". Trước thời điểm tiểu thuyết khởi đầu, khi mà Tuần lễ Vàng đang diễn ra, cô đã bị một con bakeneko mê hoặc vì sự khủng hoảng do những rối ren trong gia đình. Mặc dù vấn đề đã được giải quyết nhờ sự trợ giúp của Shinobu cùng cái giá là ký ức của cô về khoảng thời gian đó, nó lại xuất hiện ngay trước lễ hội trường học vì một cơn khủng hoảng khác. Con bakeneko đã tiết lộ nguồn cơn của đợt khủng hoảng này đến từ tình cảm của Hanekawa dành cho Araragi. Cơn khủng hoảng mạnh mẽ đến mức quái dị mèo tái xuất chỉ sau 2 tuần từ khi Senjōgahara và Araragi bắt đầu hẹn hò, so với cơn khủng hoảng 17 năm bắt nguồn từ gia đình mà Hanekawa đã chịu đựng. Dù Hanekawa Đen đang chiếm hữu một cơ thể nữ giới, bản thân linh hồn có giới tính đực. Khi Hanekawa hoá thành Hanekawa Đen, tóc cô chuyển thành màu trắng và tai mèo mọc trên đầu cô.
Tsubasa Family kể lại những chuyện đã xảy ra trong Tuần lễ Vàng ác mộng khi Hanekawa bị chiếm hữu bởi quái dị mèo. Vào ngày đầu tiên của tuần lễ, Araragi, khi đó nghĩ rằng anh yêu Hanekawa, ra ngoài và tình cờ bắt gặp Hanekawa với vết thương trên mặt do "bố" cô gây ra. Không lâu sau đó, Hanekawa và Araragi tìm thấy một con mèo trắng không đuôi chết bên đường. Hanekawa nhặt con mèo lên và cùng Araragi chôn nó. Suốt một tuần từ lúc đó đã rộ lên tin tồn về một quái vật hình mèo tấn công con người. Oshino nói rằng bản thân quái dị vốn là một linh hồn yếu, nhưng sau khi chiếm hữu Hanekawa, nó đã có đủ kiến thức và chiến lược đủ mạnh để sáng ngang với một ma cà rồng. Nếu Hanekawa Đen không sớm biến mất, Hanekawa sẽ hợp nhất với nó và cách duy nhất để ngăn Hanekawa lúc đó là giết cô. Hanekawa Đen có thói quen nói lắp từ "na" thành "nya".
Trong Tsubasa Tiger, Hanekawa đã chạm mặt một con hổ khổng lồ biết nói tên Kako. Được biết, con hổ được tạo ra từ cảm xúc đố kỵ của Hanekawa khi "bố mẹ" cô trở nên gần gũi với nhau hơn, tương tự như cách mà cách Hanekawa khủng hoảng đã tạo điều kiện cho lần xuất hiện thứ hai của Hanekawa Đen. Nếu Hanekawa không thể tự giải quyết vấn đề của chính mình, cô sẽ tiếp tục tạo ra những quái dị giống mèo khác, và chúng mạnh lên mỗi lần xuất hiện vì được thúc đẩy bởi những cảm xúc tiêu cực của cô. Mèo Chướng ngại cho biết một trong những lý do nó cố gắng giúp Hanekawa là vì Hanekawa đối xử với mọi người ngang bằng nhau. Tsubasa Tiger được viết từ góc nhìn của Hanekawa thay vì Araragi như thường lệ. Câu cửa miệng của cô là "Tớ không biết mọi thứ, tớ chỉ biết những điều tớ biết thôi". Araragi từng đề cập rằng anh quý trọng Hanekawa hơn bất cứ ai.
Một điểm đáng chú ý về Hanekawa là tất cả các chuyên gia về quái dị đều đánh giá cô ấy "nguy hiểm". Oshino rất cẩn trọng trong lần đầu tiên ông gặp Hanekawa, Episode cảm thấy có điều gì đó không ổn về cô ấy, và Kaiki cho rằng người đã sắp xếp cuộc gặp mặt giữa ông và Karen trong "Karen Bee" không phải là người bình thường. Kaiki sau đó đã tuyên bố rằng ông hoàn toàn không biết gì về Hanekawa hay thông tin về việc cô là người như thế nào, nhưng ông sẽ cố gắng tránh xa để không bao giờ gặp cô ấy. Hanekawa dị biệt đến mức trong tương lai gần, cô giống như trở thành hiện thân thứ hai của Gaen. Đó là một phần lý do Hanekawa Đen trở trành một quái dị cấp cao dù Mèo Chướng ngại chỉ là một quái dị cấp thấp. Nếu Mèo Chướng ngại chiếm hữu ai đó khác Hanekawa, nó sẽ không được mạnh mẽ như vậy.

### Araragi Karen
Lồng tiếng bởi: Kitamura Eri
Araragi Karen (阿良々木 火憐) là nhân vật chính trong Karen Bee. Cô là một trong hai người em gái của Koyomi. Cô là chị Tsukihi và cô đam mê các hoạt động ngoài trời. Dù nhỏ tuổi hơn, Karen lại cao hơn Koyomi, điều này khiến anh rất không bằng lòng. Trong Karen Bee, tính cách nóng nảy và thói quen hành động trước khi suy nghĩ đã khiến cô bị ong đốt, dẫn đến cơn sốt nặng kéo dài ba ngày. Giống như Senjōgahara, cô từ chối sự giúp đỡ từ tất cả mọi người, cô và Araragi đã đánh nhau vì chuyện ngày. Về sau, sự kiện này được tiết lộ là do sự dàn xếp của Kaiki. Karen và Tsukihi có biệt danh Tsuganoki Nichū no Fire Sisters (栂の木二中のファイヤーシスターズ n.đ. 'Song hoả tỉ muội của trường cấp hai Tsuganoki'). Cô và Tsukihi đều có bạn trai nhưng lý do được cho biết là để khiến Araragi ghen tị. Hai chị em tìm bạn trai giống với hình ảnh của Araragi và bạn trai Karen thấp hơn cô. Karen và Tsukihi đều nghĩ Hanekawa là bạn gái của Araragi.
Trong Suruga Devil, cô trở thành học sinh cấp ba và trở nên gần gũi với Araragi đến độ Kanbaru lo lắng mối quan hệ của họ sẽ đi sai hướng. Sau khi Karen lên cấp ba, bộ đôi 'Fire Sisters' do cô và Tsukihi tạo thành đã tan rã.

### Araragi Tsukihi
Lồng tiếng bởi: Iguchi Yuka
Araragi Tsukihi (阿良々木 月火) là nhân vật chính trong Tsukihi Phoenix và là em út của Koyomi. Không như người chị Karen, cô thích các hoạt động trong nhà hơn. Trái ngược với tính cách bên ngoài, Tsukihi thường xuyên đổi kiểu tóc và dễ nổi điên đến mức Koyomi miêu tả cô như người mắc chứng hysteria. Cô cho biết cô không hứng thú với việc bảo vệ công lý như Karen và chỉ tham gia với Karen để dễ nổi loạn.
Bản thân cô là do một con phượng hoàng hay chính xác là một quái dị hình chim cu cu có tên Shide no Tori (死出の鳥 n.đ. 'loài chim của cái chết') tái sinh thành và đã luôn là như vậy từ trước khi cô được sinh ra. Con chim đi vào tử cung người mẹ và trở thành bào thai. Cô bất tử và thứ duy nhất có thể kết thúc cuộc đời cô là tuổi thọ. Trong tiểu thuyết, khi cô còn nhỏ, cô đã ngã từ một toà nhà và phải nhập viện vì những trò nghịch ngợm của bộ đôi Fire Sisters, để lại những vết sẹo trên người cô, dù vậy hiện tại không còn dấu vết nào của chúng nữa. Tsukihi thường xuyên thay đổi kiểu tóc vì tính khí thất thường của cô và vì tóc cùng móng của cô dài ra rất nhanh trong thời gian ngắn. Nếu cắt theo kiểu bob, tóc cô sẽ dài đến ngang lưng trong vòng một tháng. Koyomi sợ Tsukihi hơn cả Karen vì Karen có sức mạnh thể chất kinh dị nhưng cũng không thể so sánh với những hành vi không thể lường trước của Tsukihi. Cô có một người bạn trai với ngoại hình giống Koyomi nhưng thấp hơn cô.

### Oshino Shinobu
Lồng tiếng bởi: Sakamoto Maaya, Hirano Aya (Hyakumonogatari)
Oshino Shinobu (忍野 忍) sống cùng Meme trong một trường luyện thi bỏ hoang. Dù có hình dáng một cô bé tám tuổi, nhưng cô từng là một ma cà rồng xinh đẹp tên Kiss-shot Acerola-orion Heart-under-blade (キスショット･アセロラオリオン・ハートアンダーブレード Kisushotto Aseroraorion Hātoandāburēdo), người đã sống hơn 500 năm và cũng chính là ma cà rồng đã cắn Araragi. Sau những sự kiện cuối Koyomi Vamp, cô bị làm yếu đến mức mất gần như toàn bộ sức mạnh cũng như không còn dấu vết nào của nhân cách gốc, vì vậy cô phải từ bỏ tên cũ và chỉ có thể tồn tại bằng cách thường xuyên hút máu Araragi. Cô được đặt tên là Shinobu bởi Meme vào đầu Hitagi Crab, đề xuất tên kanji của cô là Shinobu (忍), nghĩa là "tâm can" (心) nằm dưới "lưỡi kiếm" (刃), phù hợp với nhân cách ban đầu của cô. Trong "Tsubasa Cat", cô bắt đầu sống trong cái bóng của Araragi và không còn cần phải hút máu anh thường xuyên nữa. Shinobu và Araragi hình thành một mối liên kết qua đó họ chia sẻ cảm xúc và cảm quan của nhau.
Trong Mayoi Jiangshi, ở một dòng thời gian song song, Shinobu trở nên điên loạn sau khi Hanekawa Đen lấy mạng Araragi và đã huỷ diệt thế giới với đội quân Jiangshi tràn ngập thị trấn. Khi cô thấy Araragi ở dòng thời gian khác còn sống, cô đã khóc ra huyết lệ. Nhận thức được mối liên kết cao cả của họ, Araragi thề sẽ chết cùng Shinobu khi ngày đó đến. Trong "Shinobu Time", một thực thể bí ẩn đuổi theo cô và cô nói với Araragi rằng cô từng đối đầu với thực thể này trong quá khứ nhưng không thể đánh bại nó.

### Ononoki Yotsugi
Lồng tiếng bởi: Hayami Saori
Ononoki Yotsugi (斧乃木 余接) là shikigami của Kagenui, xuất hiện lần đầu trong Tsukihi Phoenix. Cô luôn bình thản và luôn tự xưng bằng đại từ ngôi thứ nhất boku mà nam giới thường dùng. Ononoki coi Kagenui như chị gái của mình. Khả năng Unlimited Rulebook cho phép cô biến hình ngón tay thành nhiều hình dạng khác nhau và tạo ra những vụ nổ. Vào cuối Tsukihi Phoenix, cô nhận lời thách đấu với Shinobu và bị đánh tơi tả. Tên cô được quyết định bởi Kaiki vì Kagenui không đủ can đảm để ràng buộc Ononoki. Trước đây cô từng là người và đã được hồi sinh thành một tsukumogami bởi sáu chuyên gia quái dị (gồm Kaiki và Kagenui) trong một dự án học đường. Tất cả bọn họ đều từng chia sẻ quyền sở hữu cô, nhưng phần lớn đã từ bỏ quyền của mình. Ononoki quyết định chọn Kagenui làm chủ nhân và đổi lại, cô đồng hành và chiến đấu cùng Kagenui. Tuy nhiên, là một shikigami, mọi tổn thương cô chịu chỉ là tạm thời.

### Oshino Ōgi
Lồng tiếng bởi: Mizuhashi Kaori
Oshino Ōgi (忍野 扇) là một cô gái bí ẩn tự nhận là cháu gái của Meme. Kaiki từng cho biết Oshino Meme không có người thân, vì vậy tính xác thực trong lời nói của Ōgi vẫn là một dấu hỏi. Cô là ngòi nổ dẫn đến việc Sengoku trở thành thần rắn (vì đã tiết lộ nơi cất giấu bùa chú cho cô bé). Cô cũng là nguyên nhân chính dẫn đến việc Kaiki bị tấn công trọng thương và không rõ tung tích, khi đã cho một nạn nhân trước đây của Kaiki biết nơi ở hiện tại của ông. Bằng cách nào đó, cô liên quan gián tiếp đến số phận của Hachikuji với việc cô xuất hiện cùng lúc với vật thể đen đã khiến Hachikuji qua thế giới bên kia, và cô tuyên bố "công việc" của mình là trừng phạt những thứ dối trá, tương tự như mục đích tồn tại của vật thể đen kia.
Mặc dù phần lớn series Ōgi xuất hiện như một cô gái, trong Suruga Devil, Ōgi khẳng định mình "luôn là con trai từ thuở cha sinh mẹ đẻ đến giờ" và dường như không ai có thể nhớ đã từng gặp Ōgi nếu cô không hiện diện. Trong Ōgi Dark, cô được tiết lộ chính là bản ngã khác của Araragi, hay nói cách khác Araragi đã tạo nên Ōgi từ cái tôi của anh. Khi anh nhận ra mình quá yếu đuối, quá do dự và không thể kiểm soát cảm xúc để đưa ra quyết định khó khăn trong Shinobu Time, anh đã vô thức ước có một tồn tại có thể trừng phạt anh và sửa chữa mọi sai lầm trong thế giới này. Mong ước đó của anh cuối cùng trở thành Oshino Ōgi, người sẽ phán xét Araragi.

### Oikura Sodachi
Lồng tiếng bởi: Inoue Marina
Oikura Sodachi (老倉 育) là nhân vật chính trong Sodachi Riddle và Sodachi Lost. Oikura là một cô gái với kiểu tóc tết hai bên và từng là lớp trưởng lớp năm nhất khi còn học cùng Senjōgahara và Araragi. Cô yêu toán học vì sự đẹp đẽ của nó. Không rõ lý do tại sao Oikura khinh ghét Araragi, nhưng Araragi tin rằng đó là vì anh giỏi toán hơn cô (trong một bài kiểm tra tại lớp, Araragi được 100 điểm trong khi Oikura được 99 điểm). Ở trường, cô muốn được gọi là "Euler" nhưng lại nhận được biệt danh "Bao Nhiêu", một trò chơi chữ từ họ của cô (お幾ら, o-ikura) ám chỉ đến tính cách của cô.
Trong "Ōgi Formula", Araragi nhớ ra một sự kiện cách đây hai năm, liên quan đến Oikura về nghi vấn gian lận trong bài kiểm tra toán. Có sự chênh lệch trong kết quả kiểm tra giữa những người tham gia và không tham gia buổi học nhóm. Oikura đã tổ chức một cuộc họp lớp để xác định người rò rỉ câu hỏi cho bài kiểm tra và chỉ định Araragi làm người điều hành vì anh là người duy nhất được 100 điểm. Cuộc họp lớp không mang lại kết quả cụ thể, tuy nhiên Oikura đã bị cáo buộc là người đã gian lận và rò rỉ trước đề kiểm tra thông qua một cuộc bỏ phiếu đa số. Araragi chắc chắn Oikura không làm điều đó, nhưng bất lực trong việc ngăn cản lời buộc tội vì Oikura chính là người tổ chức cuộc họp. Cô đã không đến trường trong hai năm sau sự cố này nhưng bất ngờ quay trở lại sáu tháng trước khi tốt nghiệp.

## Nhân vật bên lề

### Oshino Meme
Lồng tiếng bởi: Sakurai Takahiro
Oshino Meme (忍野 メメ) là một ông chú trung niên sống trong một toà nhà bỏ hoang. Là một chuyên gia về quái dị, ông giải quyết vấn đề của Araragi và những người khác nhưng cần một cái giá tương xứng. Ông thường lắm lời và thậm chí đã buộc Shinobu phải nghe những truyền thuyết về các hiện tượng siêu nhiên. Ông đến thị trấn với mục đích ổn định đền rắn và vì sự hiện diện của Kiss-shot nhưng đã ở lại lâu hơn dự kiến vì sự gắn bó với Araragi. Ông có thói quen không bao giờ nói lời tạm biệt, và ông tin rằng một người chỉ có thể tự cứu lấy chính mình. Ông cùng với Kaiki, Kagenui và Gaen tham gia cùng một câu lạc bộ thời đại học. Ông tự coi mình là người theo chủ nghĩa hoà bình và không dùng tới bạo lực ngoại trừ lần đầu ông đối phó với Hanekawa Đen. Ông cũng nói mình là một người trung lập và không đứng về phía con người hay quái dị. Thỉnh thoảng, ông sẽ nói câu cửa miệng "Nhóc phấn khích ghê, bộ mới có chuyện gì vui à?".

### Kaiki Deishū
Lồng tiếng bởi: Miki Shin'ichirō
Kaiki Deishū (貝木 泥舟) xuất hiện lần đầu trong Karen Bee. Ông là một kẻ lừa đảo chuyên nghiệp, thường mặc bộ vest đen và luôn yêu cầu thù lao bằng tiền. Ông từng tham gia chung câu lạc bộ với Oshino, Kagenui và Gaen thời đại học. Ông đánh giá "đồ giả" cao hơn đồ thật vì khi đồ giả cố gắng thành đồ thật, nó trở nên thật hơn cả đồ thật. Ông yêu tiền và không ưa những thứ không thể mua được bằng tiền. Trong tiểu thuyết, ông có hình tượng là con quạ và tiếng cười của ông được miêu tả giống như tiếng quạ kêu. Ông không tin vào sự tồn tại của quái dị, tự xem bản thân là một chuyên gia giả mạo và chỉ sử dụng danh nghĩa đó để lừa tiền người khác. Vì thế, ông nắm rất rõ các chi tiết xoay quanh những hiện tượng dị thường.
Ông là kẻ lừa đảo đầu tiên trong năm người đã lừa tiền gia đình Senjōgahara sau khi cô bị lấy mất trọng lượng bởi con cua. Ông là nguyên nhân chính khiến bố mẹ cô ly hôn. Ông trở lại thị trấn Araragi ở để tiếp tục gạt tiền các nữ sinh cấp hai. Lần này, ông chính là người đã bán thông tin về lời nguyền rắn, kéo theo những sự kiện liên quan đến Sengoku.
Senjōgahara đã cảm nắng ông khi cô nghĩ ông có thể chữa khỏi bệnh của mình, đó có lẽ là lý do cô luôn cố gắng giữ Araragi tránh xa khỏi ông vì sự căm ghét mãnh liệt của cô với Kaiki sau khi bị ông lừa. Trong tiểu thuyết, có một chi tiết ám chỉ Kaiki có tình cảm với Senjōgahara, ông đã quay lại thị trấn vì điều đó và nói cho cô biết tên từng cố xâm hại cô đã chết trong một vụ tai nạn, ngụ ý rằng ông đã giết hắn ta.
Trong Tsukihi Phoenix, ông đã bán thông tin về việc Tsukihi là phượng hoàng cho Kagenui. Chuyên môn của ông là các quái dị không tồn tại và giả mạo. Kaiki từng quen biết mẹ Kanbaru trong quá khứ và ông đã hứa sẽ chăm sóc Kanbaru nếu có chuyện xảy ra. Kaiki có tình cảm với mẹ Kanbaru và đó là nguyên nhân Kanbaru là người duy nhất mà ông đối xử tử tế. Đó cũng là lý do Kaiki đồng ý giúp Senjōgahara trong Hitagi End. Mặc dù tuyên bố không hề hứng thú với Senjōgahara, đôi khi Kaiki vẫn thể hiện sự tôn trọng và khâm phục dành cho cô, dù ông biết cô ghét khinh ghét mình vô cùng.
Trong 'Hitagi End, Ononoki cho rằng tất cả hành động của ông trong việc chia rẽ gia đình Senjōgahara, làm sụp đổ giáo phái mà mẹ Senjōgahara tham gia có thể đều là vì lợi ích của Senjōgahara. Tuy vậy, Ononoki kết luận rằng nó đã thất bại vì ông đã cố gắng làm những điều không giống mình. Kaiki, theo một cách mỉa mai, đã phủ nhận toàn bộ.
Cuối Hitagi End, ông bị tấn công bởi một học sinh mà ông đã lừa đảo, người đã bị phản nguyền bởi lời nguyền rắn (và ông cũng cho biết đó cũng có thể là lý do mà Sengoku bị tấn công bởi con rắn thứ hai trong Nadeko Snake), và không rõ tung tích từ đó. Người học sinh kia, trong trạng thái mất trí vì sự đau đớn gây ra từ lời nguyền, nói rằng Ōgi đã cho cậu ta biết Kaiki ở đâu.
Tuy vậy, trong Suruga Devil, ông xuất hiện với trạng thái khoẻ mạnh trước mặt Kanbaru và cho cô biết mối quan hệ của mình với Gaen Tooe, mẹ của Kanbaru. Những chuyện đã xảy ra từ lúc ông bị tấn công chưa bao giờ được kể.

### Kagenui Yozuru
Lồng tiếng bởi: Shiraishi Ryōko
Kagenui Yozuru (影縫 余弦) xuất hiện lần đầu trong Tsukihi Phoenix. Cô là một onmyōji và là một trong những thành viên câu lạc bộ của Oshino thời đại học. Một trong những điểm đáng chú ý nhất về Kagenui là cô không bao giờ đặt chân lên mặt đất. Trong số ba kōhai thời đại học, cô là người duy nhất đã tốt nghiệp. Cô là người có sức mạnh thể nhất lớn nhất trong series và sử dụng những quả đấm mạnh đến mức có thể xuyên qua nhiều tầng khi chiến đấu. Để đổi lại sức mạnh phi thường này, cô phải tuân thủ điều kiện không bao giờ được đi trên mặt đất. Không như Meme, Kaiki, và Gaen, cô làm việc không công, nghĩa là cô chỉ săn đuổi và tiêu diệt quái dị vì đó là điều cô thật sự mong muốn. Kagenui nói rằng cô rất mến Araragi dưới tư cách cá nhân, tuy nhiên nếu Koyomi làm điều đi ngược lại quan điểm công lý của cô, cô sẽ không ngần ngại giết anh. Kagenui dùng phán đoán của mình để quyết định nên chiến đấu và săn đuổi những quái dị bất tử nào bằng cách phân chúng thành những gì sống mãi mãi và những gì đã chết mãi mãi. Cô săn đuổi những quái dị được coi là bất tử và đó là lý do tại sao Ononoki là trợ lý của cô vì Ononoki về cơ bản không phải người sống.
Trong Tsukihi Phoenix, cô nhận được thông tin về phượng hoàng từ Kaiki. Chuyên môn của cô là những quái dị bất tử. Cô coi mình là đồng minh của công lý và sẽ không ngần ngại loại bỏ những quái dị bất tử bất chấp hậu quả.

### Gaen Izuko
Lồng tiếng bởi: Yukino Satsuki
Gaen Izuko (臥煙 伊豆湖) xuất hiện lần đầu trong Tsubasa Tiger. Cô là một người phụ nữ với vẻ ngoài trẻ trung, mặc quần áo theo phong cách hip-hop quá khổ. Cô là senpai của Oshino, Kaiki và Kagenui và có quan hệ họ hàng Kanbaru vì cô có cùng họ với mẹ Kanbaru. Cô là chuyên gia có kiến thức sâu rộng nhất series. Gaen biết mọi thứ, đến mức có thể dự đoán tương lai; vì vậy, cô rất thích nói về điều này, câu cửa miệng của cô là "Không có gì mà ta không biết cả, ta biết mọi thứ". Cô có năm chiếc điện thoại và đã cho Araragi ba số để liên lạc khi các sự kiện trong Shinobu Time đang diễn ra. So với Oshino, người chỉ cần thù lao thích đáng, Kaiki, người làm việc vì tiền bạc, và Kagenui, người không cần trả công, Gaen yêu cầu "tình bạn" như một hình thức thanh toán. Nói cách khác, cô muốn mọi người nợ mình ân huệ nhưng không trả ngay lập tức mà để dành cho sau này. Cô không nói mình muốn gì và khi nào, bằng cách này, cô xây dựng một mạng lưới những người nợ cô ân huệ và sử dụng những ân huệ này để hoàn thành việc cần thực hiện. Trong trường hợp của Araragi, để đổi lại vì đã giúp anh trong Onimonogatari, Gaen yêu cầu Araragi giới thiệu cô với Kanbaru nhưng giữ bí mật cô là dì của Kanbaru.

### Episode
Lồng tiếng bởi: Irino Miyu
Episode (エピソード Episōdo) là bán ma ca rồng xuất hiện lần đầu trong Koyomi Vamp. Anh là một trong ba thợ săn đã đánh cắp tay chân của Kissshot-Acerolaorion-Heartunderblade. Khi Araragi trở thành thuộc hạ của Kissshot, anh phải chiến đấu với Episode và các thợ săn khác để lấy lại các bộ phận cơ thể của Kisshot và khôi phục lại hình dạng bình thường của cô. Khi Araragi đang đấu với Episode, Hanekawa đã đến để đưa anh điện thoại mà anh bỏ quên ở chỗ Oshino. Khi nhận thấy sự hiện diện của Hanekawa, Episode đã phóng cây thánh giá khổng lồ mà anh mang trên vai về phía cô, suýt lấy mạng Hanekawa trước khi Araragi cứu cô bằng cách tưới máu của anh lên người cô. Về sau trong Tsubasa Tiger, Hanekawa gặp lại anh trên đường đến trường, anh nói mình đang làm việc cho Gaen nhưng lý do không được tiết lộ. Anh cũng đề cập rằng mình chỉ mới sáu tuổi dù có hình dạng trưởng thành, điều này là do một nửa dòng máu ma cà rồng mà anh thừa hưởng.

### Cô Araragi
Lồng tiếng bởi: Orikasa Ai
Cô Araragi là mẹ của Koyomi, Karen và Tsukihi. Cô và chồng đều là cảnh sát.

### Kako
Lồng tiếng bởi: Saiga Mitsuki
Kako (苛虎) là quái dị hổ khổng lồ sinh ra từ sự đố kỵ của Hanekawa trong truyện Tsubasa Tiger. Shinobu khẳng định rằng Hanekawa trong tiềm thức đã mô hình hoá nó dựa theo kasha.

### Kuchinawa
Lồng tiếng bởi: Ueda Yōji
Kuchinawa (クチナワ) là quái dị rắn thần xuất hiện trong Nadeko Medusa, tự xưng là thần của những con rắn Sengoku đã giết. Nó tuyên bố sẽ cho cô cơ hội chuộc lỗi vì đã giết đồng loại của mình, nhưng lại thao túng cô đi vào con đường lầm lạc. Phần sau câu chuyện cho biết quái dị này chỉ là tưởng tượng của Sengoku và chỉ trở thành thực thể khi Sengoku hoá thần thánh.

### Numachi Rōka
Lồng tiếng bởi: Asumi Kana
Numachi Rōka (沼地 蠟花) xuất hiện lần đầu trong Suruga Devil. Cô là một cầu thủ bóng rổ cấp hai và là đối thủ chính của Kanbaru. Một chấn thương nghiêm trọng ở chân đã sớm chấm dứt sự nghiệp bóng rổ của cô. Về sau, cô tái xuất dưới tư cách "Ác ma" khi Kanbaru đang học năm cuối cấp ba. Cô thu nhập những bất hạnh của người khác như một dịch vụ phi lợi nhuận; trong quá trình này, cô cũng thu nhập các bộ phận của ác quỷ sau khi biết về quái dị từ Kaiki.

## Thương phẩm
Cùng với sự nổi tiếng của tác phẩm, nhiều mô hình, móc khoá cũng như các món đồ khác dựa trên hình ảnh các nhân vật đã được sản xuất. Vào năm 2015, nhân dịp kỷ niệm 40 năm thành lập, nhà sản xuất anime Monogatari Shaft đã mở triển lãm "Madogatari", diễn ra ở Tokyo từ ngày 27 tháng 11 đến ngày 22 tháng 12 năm 2015, trước khi được tổ chức tại Osaka và Sapporo. Triển lãm trưng bày các tư liệu và hình minh hoạ các nhân vật từ cả series Monogatari và Ma pháp thiếu nữ Madoka Magica. Các mặt hàng crossover giữa dàn nhân vật của hai tác phẩm đã được sản xuất và bán tại triển lãm, đặc biệt là các mô hình hoán đổi trang phục giữa các nhân vật của hai thương hiệu, được bán tại sự kiện và phân phối tại các khu vui chơi.